# Hana Mandlíková
Hana Mandlíková (Praga, Txecoslovàquia, 12 de febrer de 1962) fou un jugadora i entrenadora de tennis txecoslovaca que posteriorment adquirí la nacionalitat australiana.
En el seu palmarès destaquen quatre títols individuals de Grand Slam (un US Open, un Roland Garros i dos Open d'Austràlia) i un més en dobles femenins. Va acumular un total de 27 títols individuals i 19 en dobles femenins. Va arribar al tercer lloc del rànquing individual i al setè en dobles. L'any 1994 va ser inclosa en l'International Tennis Hall of Fame. Va formar part de l'equip txecoslovac de la Copa Federació i va liderar l'equip en tres títols consecutius de 1983 a 1985.
Un cop retirada l'any 1990 va començar la seva trajectòria com a entrenadora de tennis, inicialment va entrenar la seva compatriota Jana Novotná i la va conduir al seu únic títol de Grand Slam, i posteriorment fou entrenadora de l'equip olímpic txec de tennis, i capitana de l'equip txeca de la Copa Federació.

## Biografia
Fill de Vilém Mandlík, que fou atleta olímpic per Txecoslovàquia de 200 metres llisos.
Es va casar amb el restaurador australià Jan Sedlak a Praga l'any 1986. Això li va permetre obtenir la nacionalitat australiana però el matrimoni es va divorciar dos anys després. Va escollir ser mare soltera i va tenir dos fills bessons el 2001: Mark Vilém i Elizabeth Hana. Posteriorment es va establir a Bradenton amb la seva parella, l'entrenadora personal Liz Resseguie, i els dos fills. La seva filla Elizabeth també va esdevenir tennista professional representant els Estats Units.

## Torneigs de Grand Slam

### Individual: 8 (4−4)
| Resultat   | Núm. | Any  | Torneig              | Oponent             | Marcador            |
| ---------- | ---- | ---- | -------------------- | ------------------- | ------------------- |
| Finalista  | 1.   | 1980 | US Open              | Chris Evert         | 7−5, 1−6, 1−6       |
| Guanyadora | 1.   | 1980 | Open d'Austràlia     | Wendy Turnbull      | 6−0, 7−5            |
| Guanyadora | 2.   | 1981 | Roland Garros        | Sylvia Hanika       | 6−2, 6−4            |
| Finalista  | 2.   | 1981 | Wimbledon            | Chris Evert         | 2−6, 2−6            |
| Finalista  | 3.   | 1982 | US Open (2)          | Chris Evert         | 3−6, 1−6            |
| Guanyadora | 3.   | 1985 | US Open              | Martina Navrátilová | 7−6(3), 1−6, 7−6(2) |
| Finalista  | 4.   | 1986 | Wimbledon (2)        | Martina Navrátilová | 6−7(1), 3−6         |
| Guanyadora | 4.   | 1987 | Open d'Austràlia (2) | Martina Navrátilová | 7−5, 7−6(1)         |

### Dobles femenins: 4 (1−3)
| Resultat   | Núm. | Any  | Torneig       | Parella              | Oponents                        | Marcador      |
| ---------- | ---- | ---- | ------------- | -------------------- | ------------------------------- | ------------- |
| Finalista  | 1.   | 1984 | Roland Garros | Claudia Kohde-Kilsch | Martina Navrátilová Pam Shriver | 6−4, 2−6, 2−6 |
| Finalista  | 2.   | 1986 | Wimbledon     | Wendy Turnbull       | Martina Navrátilová Pam Shriver | 1−6, 3−6      |
| Finalista  | 3.   | 1986 | US Open       | Wendy Turnbull       | Martina Navrátilová Pam Shriver | 4−6, 6−3, 3−6 |
| Guanyadora | 1.   | 1989 | US Open       | Martina Navrátilová  | Mary Joe Fernández Pam Shriver  | 7−5, 4−6, 6−4 |

## Palmarès

### Individual: 52 (27−25)
| Llegenda                     |
| ---------------------------- |
| Grand Slam (4−4)             |
| WTA Tour Championships (0−1) |
| Tier I (0−0)                 |
| Tier II (0−0)                |
| Tier III (0−0)               |
| Tier IV (0−0)                |
| Tier V (0−0)                 |
| Virginia Slims (23−20)       |

| Títols per superfície |
| --------------------- |
| Dura (3−5)            |
| Gespa (7−4)           |
| Terra batuda (4−7)    |
| Moqueta (13−9)        |

| Resultat   | Núm. | Data                   | Torneig                                               | Superfície   | Oponent             | Marcador            |
| ---------- | ---- | ---------------------- | ----------------------------------------------------- | ------------ | ------------------- | ------------------- |
| Guanyadora | 1.   | 20 de febrer de 1978   | Milà, Itàlia                                          | Terra batuda | Ivanna Madruga      | 7−5, 7−5            |
| Guanyadora | 2.   | 9 d'octubre de 1978    | Barcelona, Espanya                                    | Terra batuda | Sabina Simmonds     | 6−1, 5−7, 6−3       |
| Guanyadora | 3.   | 5 de febrer de 1979    | Mont-real, Canadà                                     | Moqueta (i)  | Leslie Allen        | 7−6, 6−2            |
| Guanyadora | 4.   | 18 de juliol de 1979   | Kitzbühel, Àustria                                    | Terra batuda | Sylvia Hanika       | 2−6, 7−5, 6−3       |
| Guanyadora | 5.   | 26 de novembre de 1979 | Melbourne, Austràlia                                  | Gespa        | Wendy Turnbull      | 6−3, 6−2            |
| Guanyadora | 6.   | 10 de desembre de 1979 | Adelaida, Austràlia                                   | Gespa        | Virginia Ruzici     | 7−5, 2−2, retirada  |
| Guanyadora | 7.   | 17 de desembre de 1979 | Sydney, Austràlia                                     | Gespa        | Bettina Bunge       | 6−3, 3−6, 6−3       |
| Finalista  | 1.   | 15 d'abril de 1980     | Amelia Island, Estats Units                           | Terra batuda | Martina Navrátilová | 7−5, 3−6, 2−6       |
| Finalista  | 2.   | 21 de juliol de 1980   | Kitzbühel                                             | Terra batuda | Virginia Ruzici     | 6−3, 1−6, retirada  |
| Guanyadora | 8.   | 18 d'agost de 1980     | Mahwah, Estats Units                                  | Dura         | Andrea Jaeger       | 6−7(0), 6−2, 6−2    |
| Finalista  | 3.   | 26 d'agost de 1980     | US Open, Estats Units                                 | Dura         | Chris Evert-Lloyd   | 7−5, 1−6, 1−6       |
| Finalista  | 4.   | 15 de setembre de 1980 | Las Vegas, Estats Units                               | Dura (i)     | Andrea Jaeger       | 5−7, 6−4, 3−6       |
| Guanyadora | 9.   | 22 de setembre de 1980 | Atlanta, Estats Units                                 | Moqueta (i)  | Wendy Turnbull      | 6−3, 7−5            |
| Guanyadora | 10.  | 27 d'octubre de 1980   | Estocolm, Suècia                                      | Moqueta (i)  | Bettina Bunge       | 6−2, 6−2            |
| Guanyadora | 11.  | 10 de novembre de 1980 | Amsterdam, Països Baixos                              | Moqueta (i)  | Virginia Ruzici     | 5−7, 6−2, 7−5       |
| Guanyadora | 12.  | 24 de novembre de 1980 | Open d'Austràlia, Austràlia                           | Gespa        | Wendy Turnbull      | 6−0, 7−5            |
| Guanyadora | 13.  | 8 de desembre de 1980  | Adelaida (2)                                          | Gespa        | Sue Barker          | 6−2, 6−4            |
| Finalista  | 5.   | 26 de gener de 1981    | Chicago, Estats Units                                 | Moqueta (i)  | Martina Navrátilová | 4−6, 2−6            |
| Finalista  | 6.   | 2 de febrer de 1981    | Detroit, Estats Units                                 | Moqueta (i)  | Leslie Allen        | 4−6, 4−6            |
| Guanyadora | 14.  | 16 de febrer de 1981   | Houston, Estats Units                                 | Moqueta (i)  | Bettina Bunge       | 6−4, 6−4            |
| Finalista  | 7.   | 4 d'abril de 1981      | Carlsbad, Estats Units                                | Dura         | Chris Evert-Lloyd   | 4−6, 3−6            |
| Guanyadora | 15.  | 25 de maig de 1981     | Roland Garros, França                                 | Terra batuda | Sylvia Hanika       | 6−2, 6−4            |
| Finalista  | 8.   | 22 de juny de 1981     | Wimbledon, Regne Unit                                 | Gespa        | Chris Evert-Lloyd   | 2−6, 2−6            |
| Finalista  | 9.   | 20 de juliol de 1981   | Montecarlo, Mònaco                                    | Terra batuda | Sylvia Hanika       | 6−2, 3−6, 6−5, ret. |
| Guanyadora | 16.  | 24 d'agost de 1981     | Mahwah (2)                                            | Dura         | Pam Casale          | 6−2, 6−2            |
| Finalista  | 10.  | 3 de maig de 1982      | Perusa, Itàlia                                        | Terra batuda | Chris Evert-Lloyd   | 0−6, 2−6            |
| Finalista  | 11.  | 14 de juny de 1982     | Eastbourne, Regne Unit                                | Gespa        | Martina Navrátilová | 4−6, 3−6            |
| Finalista  | 12.  | 31 d'agost de 1982     | US Open (2)                                           | Dura         | Chris Evert-Lloyd   | 3−6, 1−6            |
| Finalista  | 13.  | 22 de gener de 1983    | Marco Island, Estats Units                            | Terra batuda | Andrea Jaeger       | 1−6, 3−6            |
| Finalista  | 14.  | 22 d'agost de 1983     | Mahwah (3)                                            | Dura         | Jo Durie            | 6−2, 5−7, 4−6       |
| Guanyadora | 17.  | 2 de gener de 1984     | Washington DC, Estats Units                           | Moqueta (i)  | Zina Garrison       | 6−1, 6−1            |
| Guanyadora | 18.  | 9 de gener de 1984     | Oakland, Estats Units                                 | Moqueta (i)  | Martina Navrátilová | 7−6(6), 3−6, 6−4    |
| Guanyadora | 19.  | 30 de gener de 1984    | Houston (2)                                           | Moqueta (i)  | Manuela Maleeva     | 6−4, 6−2            |
| Guanyadora | 20.  | 19 de març de 1984     | Dallas, Estats Units                                  | Moqueta (i)  | Kathy Jordan        | 7−6(3), 3−6, 6−1    |
| Guanyadora | 21.  | 26 de març de 1984     | Boston, Estats Units                                  | Moqueta (i)  | Helena Suková       | 7−5, 6−0            |
| Finalista  | 15.  | 12 de novembre de 1984 | Tòquio, Japó                                          | Moqueta (i)  | Manuela Maleeva     | 1−6, 6−1, 4−6       |
| Guanyadora | 22.  | 18 de febrer de 1985   | Oakland (2)                                           | Moqueta (i)  | Chris Evert-Lloyd   | 6−2, 6−4            |
| Guanyadora | 23.  | 4 de març de 1985      | Princeton, Estats Units                               | Moqueta (i)  | Catarina Lindqvist  | 6−3, 7−5            |
| Finalista  | 16.  | 1 d'abril de 1985      | Palm Beach, Estats Units                              | Terra batuda | Chris Evert-Lloyd   | 3−6, 3−6            |
| Guanyadora | 24.  | 27 d'agost de 1985     | US Open                                               | Dura         | Martina Navrátilová | 7−6(3), 1−6, 7−6(2) |
| Finalista  | 17.  | 28 d'octubre de 1985   | Zuric, Suïssa                                         | Moqueta (i)  | Zina Garrison       | 1−6, 3−6            |
| Finalista  | 18.  | 18 de novembre de 1985 | Sydney                                                | Gespa        | Martina Navrátilová | 6−3, 1−6, 2−6       |
| Finalista  | 19.  | 17 de març de 1986     | Virginia Slims Championships, Nova York, Estats Units | Moqueta (i)  | Martina Navrátilová | 2−6, 0−6, 6−3, 1−6  |
| Finalista  | 20.  | 23 de juny de 1986     | Wimbledon                                             | Gespa        | Martina Navrátilová | 6−7(1), 3−6         |
| Finalista  | 21.  | 13 d'octubre de 1986   | Filderstadt, Alemanya Occidental                      | Moqueta (i)  | Martina Navrátilová | 2−6, 3−6            |
| Finalista  | 22.  | 3 de novembre de 1986  | Worcester, Estats Units                               | Moqueta (i)  | Martina Navrátilová | 2−6, 2−6            |
| Finalista  | 23.  | 10 de novembre de 1986 | Chicago (2)                                           | Moqueta (i)  | Martina Navrátilová | 5−7, 5−7            |
| Guanyadora | 25.  | 29 de desembre de 1986 | Brisbane, Austràlia                                   | Gespa        | Pam Shriver         | 6−2, 2−6, 6−4       |
| Guanyadora | 26.  | 12 de gener de 1987    | Open d'Austràlia (2)                                  | Gespa        | Martina Navrátilová | 7−5, 7−6(1)         |
| Guanyadora | 27.  | 23 de març de 1987     | Washington DC (2)                                     | Moqueta (i)  | Barbara Potter      | 6−4, 6−2            |
| Finalista  | 24.  | 13 d'abril de 1987     | Amelia Island (2)                                     | Terra batuda | Steffi Graf         | 3−6, 4−6            |
| Finalista  | 25.  | 25 d'octubre de 1987   | Zuric (2)                                             | Moqueta (i)  | Steffi Graf         | 2−6, 2−6            |

### Dobles femenins: 38 (19−19)
| Llegenda                     |
| ---------------------------- |
| Grand Slam (1−3)             |
| WTA Tour Championships (1−0) |
| Tier I (0−1)                 |
| Tier II (1−0)                |
| Tier III (1−2)               |
| Tier IV (0−1)                |
| Tier V (0−0)                 |
| Virginia Slims (15−12)       |

| Títols per superfície |
| --------------------- |
| Dura (1−5)            |
| Gespa (3−2)           |
| Terra batuda (6−5)    |
| Moqueta (9−7)         |

| Resultat   | Núm. | Data                   | Torneig                                               | Superfície   | Parella              | Oponents                            | Marcador         |
| ---------- | ---- | ---------------------- | ----------------------------------------------------- | ------------ | -------------------- | ----------------------------------- | ---------------- |
| Guanyadora | 1.   | 10 de desembre de 1979 | Adelaida, Austràlia                                   | Gespa        | Virginia Ruzici      | Sue Barker Pam Shriver              | 2−6, 6−4, 6−4    |
| Guanyadora | 2.   | 5 de maig de 1980      | Perusa, Itàlia                                        | Terra batuda | Renáta Tomanová      | Ivanna Madruga Adriana Villagrán    | 6−4, 6−4         |
| Finalista  | 1.   | 21 de juliol de 1980   | Kitzbühel, Àustria                                    | Terra batuda | Renáta Tomanová      | Claudia Kohde-Kilsch Eva Pfaff      | Renúncia         |
| Finalista  | 2.   | 27 d'octubre de 1980   | Estocolm, Suècia                                      | Moqueta (i)  | Betty Stöve          | Mima Jaušovec Virginia Ruzici       | 2−6, 1−6         |
| Guanyadora | 3.   | 3 de novembre de 1980  | Filderstadt, Alemanya Occidental                      | Moqueta (i)  | Betty Stöve          | Kathy Jordan Anne Smith             | 6−4, 7−5         |
| Guanyadora | 4.   | 10 de novembre de 1980 | Amsterdam, Països Baixos                              | Moqueta (i)  | Betty Stöve          | Mima Jaušovec JoAnne Russell        | 7−6, 7−6         |
| Finalista  | 3.   | 2 de febrer de 1981    | Detroit, Estats Units                                 | Moqueta (i)  | Betty Stöve          | Rosie Casals Wendy Turnbull         | 4−6, 2−6         |
| Finalista  | 4.   | 11 d'abril de 1983     | Amelia Island, Estats Units                           | Terra batuda | Virginia Ruzici      | Rosalyn Fairbank Candy Reynolds     | 4−6, 2−6         |
| Finalista  | 5.   | 21 de novembre de 1983 | Sydney, Austràlia                                     | Gespa        | Helena Suková        | Anne Hobbs Wendy Turnbull           | 4−6, 3−6         |
| Guanyadora | 5.   | 23 de gener de 1984    | Marco Island, Estats Units                            | Terra batuda | Helena Suková        | Anne Hobbs Andrea Jaeger            | 3−6, 6−2, 6−2    |
| Guanyadora | 6.   | 9 d'abril de 1984      | Hilton Head, Estats Units                             | Terra batuda | Claudia Kohde-Kilsch | Anne Hobbs Sharon Walsh             | 7−5, 6−2         |
| Guanyadora | 7.   | 23 d'abril de 1984     | Orlando, Estats Units                                 | Terra batuda | Claudia Kohde-Kilsch | Anne Hobbs Wendy Turnbull           | 6−0, 1−6, 6−3    |
| Finalista  | 6.   | 28 de maig de 1984     | Roland Garros, França                                 | Terra batuda | Claudia Kohde-Kilsch | Martina Navrátilová Pam Shriver     | 6−3, 2−6, 2−6    |
| Finalista  | 7.   | 20 d'agost de 1984     | Mont-real, Canadà                                     | Dura         | Claudia Kohde-Kilsch | Kathy Jordan Elizabeth Sayers       | 1−6, 2−6         |
| Finalista  | 8.   | 29 d'octubre de 1984   | Zuric, Suïssa                                         | Moqueta (i)  | Claudia Kohde-Kilsch | Andrea Leand Andrea Temesvári       | 1−6, 3−6         |
| Finalista  | 9.   | 5 de febrer de 1985    | Delray Beach, Estats Units                            | Dura         | Kathy Jordan         | Gigi Fernández Martina Navrátilová  | 6−7(4), 2−6      |
| Guanyadora | 8.   | 18 de febrer de 1985   | Oakland, Estats Units                                 | Moqueta (i)  | Wendy Turnbull       | Rosalyn Fairbank Candy Reynolds     | 4−6, 7−5, 6−1    |
| Guanyadora | 9.   | 15 d'abril de 1985     | Amelia Island                                         | Terra batuda | Rosalyn Fairbank     | Carling Bassett Chris Evert-Lloyd   | 6−1, 2−6, 6−2    |
| Finalista  | 10.  | 29 de juliol de 1985   | Manhattan Beach, Estats Units                         | Dura         | Wendy Turnbull       | Claudia Kohde-Kilsh Helena Suková   | 4−6, 2−6         |
| Guanyadora | 10.  | 14 d'octubre de 1985   | Filderstadt (2)                                       | Moqueta (i)  | Pam Shriver          | Carina Karlsson Tine Scheuer-Larsen | 6−2, 6−1         |
| Guanyadora | 11.  | 28 d'octubre de 1985   | Zuric                                                 | Moqueta (i)  | Andrea Temesvári     | Claudia Kohde-Kilsh Helena Suková   | 6−4, 3−6, 7−5    |
| Guanyadora | 12.  | 18 de novembre de 1985 | Sydney                                                | Gespa        | Wendy Turnbull       | Rosalyn Fairbank Candy Reynolds     | 3−6, 7−6(5), 6−4 |
| Guanyadora | 13.  | 24 de febrer de 1986   | Oakland (2)                                           | Moqueta (i)  | Wendy Turnbull       | Bonnie Gadusek Helena Suková        | 7−6(5), 6−1      |
| Finalista  | 11.  | 3 de març de 1986      | Princeton, Estats Units                               | Moqueta (i)  | Helena Suková        | Kathy Jordan Elizabeth Sayers       | 3−6, 5−7         |
| Finalista  | 12.  | 10 de març de 1986     | Dallas, Estats Units                                  | Moqueta (i)  | Wendy Turnbull       | Claudia Kohde-Kilsch Helena Suková  | 6−4, 5−7, 4−6    |
| Guanyadora | 14.  | 17 de març de 1986     | Virginia Slims Championships, Nova York, Estats Units | Moqueta (i)  | Wendy Turnbull       | Claudia Kohde-Kilsch Helena Suková  | 6−4, 6−7(4), 6−3 |
| Finalista  | 13.  | 23 de juny de 1986     | Wimbledon, Regne Unit                                 | Gespa        | Wendy Turnbull       | Martina Navrátilová Pam Shriver     | 1−6, 3−6         |
| Finalista  | 14.  | 26 d'agost de 1986     | US Open, Estats Units                                 | Dura         | Wendy Turnbull       | Martina Navrátilová Pam Shriver     | 4−6, 6−3, 3−6    |
| Guanyadora | 15.  | 29 de desembre de 1986 | Brisbane, Austràlia                                   | Gespa        | Wendy Turnbull       | Betsy Nagelsen Elizabeth Smylie     | 6−4, 6−3         |
| Guanyadora | 16.  | 9 de febrer de 1987    | San Francisco, Estats Units                           | Moqueta (i)  | Wendy Turnbull       | Zina Garrison Gabriela Sabatini     | 6−4, 7−6(4)      |
| Finalista  | 15.  | 13 d'abril de 1987     | Amelia Island (2)                                     | Terra batuda | Wendy Turnbull       | Steffi Graf Gabriela Sabatini       | 6−3, 3−6, 5−7    |
| Finalista  | 16.  | 15 de febrer de 1988   | Oakland, Estats Units                                 | Moqueta (i)  | Jana Novotná         | Rosie Casals Martina Navrátilová    | 4−6, 4−6         |
| Guanyadora | 17.  | 6 de març de 1989      | Indian Wells, Estats Units                            | Moqueta (i)  | Pam Shriver          | Rosalyn Fairbank Gretchen Magers    | 6−3, 6−7(4), 6−3 |
| Guanyadora | 18.  | 3 d'abril de 1989      | Hilton Head (2)                                       | Terra batuda | Martina Navrátilová  | Mary-Lou Daniels Wendy White        | 6−4, 6−1         |
| Guanyadora | 19.  | 28 d'agost de 1989     | US Open                                               | Dura         | Martina Navrátilová  | Mary Joe Fernández Pam Shriver      | 5−7, 6−4, 6−4    |
| Finalista  | 17.  | 23 d'octubre de 1989   | Brighton, Regne Unit                                  | Moqueta (i)  | Jana Novotná         | Katrina Adams Lori McNeil           | 6−4, 6−7(7), 4−6 |
| Finalista  | 18.  | 1 de gener de 1990     | Brisbane                                              | Dura         | Pam Shriver          | Jana Novotná Helena Suková          | 3−6, 1−6         |
| Finalista  | 19.  | 14 de maig de 1990     | Berlín, Alemanya Occidental                           | Terra batuda | Jana Novotná         | Nicole Provis Elna Reinach          | 2−6, 1−6         |

### Equips: 5 (3−2)
| Resultat   | Núm. | Data                    | Torneig                               | Superfície   | Equip                                          | Oponents                                                        | Marcador |
| ---------- | ---- | ----------------------- | ------------------------------------- | ------------ | ---------------------------------------------- | --------------------------------------------------------------- | -------- |
| Guanyadora | 1.   | 17−24 de juliol de 1983 | Copa Federació, Zúric, Suïssa         | Terra batuda | Iva Budarova Marcela Skuherska Helena Suková   | Bettina Bunge Claudia Kohde-Kilsch Eva Pfaff                    | 2−1      |
| Guanyadora | 2.   | 15−22 de juliol de 1984 | Copa Federació, São Paulo, Brasil (2) | Terra batuda | Iva Budarova Marcela Skuherska Helena Suková   | Anne Minter Elizabeth Sayers Wendy Turnbull                     | 2−1      |
| Guanyadora | 3.   | 6−14 d'octubre de 1985  | Copa Federació, Nagoya, Japó (3)      | Dura         | Andrea Holikova Regina Marsikova Helena Suková | Elise Burgin Kathy Jordan Sharon Walsh                          | 2−1      |
| Finalista  | 1.   | 20−27 de juliol de 1986 | Copa Federació, Praga, Txecoslovàquia | Terra batuda | Helena Suková                                  | Chris Evert-Lloyd Zina Garrison Martina Navrátilová Pam Shriver | 0−3      |
| Finalista  | 2.   | 28 de desembre de 1988  | Copa Hopman, Perth, Austràlia         | Dura (i)     | Pat Cash                                       | Helena Suková Miloslav Mečíř                                    | 0−2      |

## Trajectòria

### Individual
| | Txecoslovàquia | Txecoslovàquia | Txecoslovàquia | Txecoslovàquia | Txecoslovàquia | Txecoslovàquia | Txecoslovàquia | Txecoslovàquia | Txecoslovàquia | Txecoslovàquia | Austràlia | Austràlia | Austràlia |        |
| Torneig | 1978           | 1979           | 1980           | 1981           | 1982           | 1983           | 1984           | 1985           | 1986           | 1987           | 1988      | 1989      | 1990      | Títols |
| Open d'Austràlia | A              | QF             | G              | QF             | 2R             | 2R             | A              | SF             | NC             | G              | QF        | 4R        | 3R        | 2 / 10 |
| Roland Garros | 2R             | QF             | SF             | G              | SF             | QF             | SF             | QF             | SF             | 2R             | 2R        | 1R        | A         | 1 / 12 |
| Wimbledon | A              | 4R             | 4R             | F              | 2R             | 4R             | SF             | 3R             | F              | A              | 3R        | 3R        | 3R        | 0 / 11 |
| US Open | 3R             | 2R             | F              | QF             | F              | QF             | QF             | G              | 4R             | 4R             | A         | 3R        | A         | 1 / 11 |
| Rànquing a final d'any | 45             | 17             | 4              | 5              | 7              | 12             | 3              | 3              | 4              | 5              | 29        | 14        | –         |        |
| Llegenda: G: Guanyadora; F: Finalista; SF: Semifinalista; QF: Quarts de final; Q: Qualificació; A: Absent; RR: Round Robin; |                |                |                |                |                |                |                |                |                |                |           |           |           |        |

### Dobles femenins
| | Txecoslovàquia | Txecoslovàquia | Txecoslovàquia | Txecoslovàquia | Txecoslovàquia | Txecoslovàquia | Txecoslovàquia | Txecoslovàquia | Txecoslovàquia | Txecoslovàquia | Austràlia | Austràlia | Austràlia |        |
| Torneig | 1978           | 1979           | 1980           | 1981           | 1982           | 1983           | 1984           | 1985           | 1986           | 1987           | 1988      | 1989      | 1990      | Títols |
| Open d'Austràlia | A              | A              | 1R             | 2R             | A              | A              | A              | 2R             | NC             | QF             | QF        | 1R        | 1R        | 0 / 7  |
| Roland Garros | 2R             | QF             | SF             | 3R             | 3R             | QF             | F              | 3R             | SF             | 1R             | 3R        | 3R        | A         | 0 / 12 |
| Wimbledon | 1R             | 2R             | 2R             | A              | 2R             | 2R             | QF             | SF             | F              | A              | 2R        | 3R        | A         | 0 / 10 |
| US Open | A              | A              | 3R             | SF             | 3R             | 2R             | 3R             | SF             | F              | 3R             | A         | G         | A         | 1 / 9  |
| Rànquing a final d'any |                |                |                |                |                |                | 11             | 6              | 7              | 12             | 60        | 17        | 46        |        |
| Llegenda: G: Guanyadora; F: Finalista; SF: Semifinalista; QF: Quarts de final; Q: Qualificació; A: Absent; RR: Round Robin; |                |                |                |                |                |                |                |                |                |                |           |           |           |        |